# Carlos Matter
Carlos Hans Matter (* 18. Januar 1951 in Zürich) ist ein Schweizer bildender Künstler.

## Leben
Carlos Matter wurde 1951 als Sohn einer argentinischen Mutter und eines Schweizer Vaters geboren. Nach verschiedenen Jobs studierte er zunächst in der Fachklasse Fotografie an der Kunstgewerbeschule Zürich (heute ZHdK). 1978 wurde Matter trotz fehlender Matura am San Francisco Art Institute aufgenommen und konnte dort mit Stipendium seinen Bachelor of Fine Arts absolvieren. Von 1980 bis 1983 studierte er im Master Fine Arts am Art Institute of Chicago und schloss mit Auszeichnung ab.

### Privates
Carlos Matter ist verheiratet mit der deutsch-schweizerischen Architektin Clea Gross. Er hat drei Kinder, Lena Charles, Kay Matter und Alva Matter. Carlos Matter ist der Onkel von Cyrill Matter. Matter lebt und arbeitet in Zürich und Verduno.

## Werk
Carlos Matter arbeitete zunächst vor allem fotografisch, bevor er sich der gegenständlichen und später der abstrakten Malerei zuwandte. Schwerpunkte seiner Arbeit sind neben der Malerei Objektkunst, Relief und Zeichnung. Ausserdem realisierte er verschiedene Kunst-am-Bau-Projekte, unter anderem an der Klinik Hirslanden Zürich und dem «Schulhaus am Wasser» Zürich.

## Ausstellungen (Auswahl)

### Einzelausstellungen
- 2016: Im Fokus: Carlos Matter. Werke aus der Sammlung – Kunst(Zeug)Haus, Rapperswil[9]
- 2016: Di vetro e di terracotta – Studio Meyer e Piattini, Lamone[10]
- 2007: Formsachen – Kunstraum Oktogon, Bern[11]
- 2004: Stiftung BINZ 39, Zürich[12]
- 2002: Kunstraum, Baden[13]
- 2000: IG Halle, Rapperswil, mit Lisa Enderli[14]
- 1998: Apotheke XXIII – Studio KIK, Lugano[15]

### Gruppenausstellungen
- 2020: VERDUNO ATELIER – Opere di Carlos Matter, Eugenio Pini, Henry Spaeti (IT)[16]
- 2016: Gipsoernan e oltre – La Fornace, Albisola (It)[17]
- 2015: PARTI-cipation IV – Hafemann International, Obidos (Brasil)[18]
- 2015: PARTI-cipation III Reloaded – Hafemann International, Amsterdam[19]
- 2013: Riferimenti – Arte nel Castello, Verduno[20]
- 2012: Kunsthaus Wiesbaden[21]
- 2005: Europäische Kunst in der Südwestkurve – Badischer Kunstverein, Karlsruhe[22]
- 2002: Unddassollkunstsein – Kunstverein Freiburg i. Brsg.[23]
- 1999: Profil – Schweizer Positionen aus der Sammlung Bosshard – Kunstverein, Konstanz[24]
- 1999: Jahresausstellung, Kunsthaus Aarau[25]
- 1997: Maler/innen – Stiftung BINZ 39, Zürich[26]
- 1997: Bosshard, Museum zu Allerheiligen, Schaffhausen[27]

## Publikationen
- Apotheke 1992–2000. Edition Howeg, ISBN 3-85736-207-3.
- Al Meier, Henri Spaeti, Carlos Matter: Zeichnung (Katalog der Ausstellung in Zürich vom 11. April – 17. Mai 1986). Zürich Strauhof, 1986.
- Learning from Liz. Carlos Matter, Snoeck, 2017, ISBN 978-3-936859-53-9.
- Apotheke XVI / 1996. Carlos Matter.